# 24898 Alanholmes
24898 Alanholmes este un asteroid din centura principală de asteroizi.

## Descriere
24898 Alanholmes este un asteroid din centura principală de asteroizi. A fost descoperit pe 14 ianuarie 1997 la observatorul astronomic din Farra d'Isonzo. Asteroidul prezintă o orbită caracterizată de o semiaxă mare de 2,26 ua, o excentricitate de 0,12 și o înclinație de 1,9° în raport cu ecliptica.